# Œdipe voyageur
Œdipe voyageur – ou Le Voyageur, voire L'Égalité devant la mort – est un tableau réalisé par le peintre français Gustave Moreau en 1888. De format vertical, cette huile sur toile est une peinture mythologique qui représente Œdipe la tête baissée face au Sphinx, au pied duquel gisent les cadavres de ceux qui n'ont pas su résoudre son énigme. Don de François de Curel en 1925, l'œuvre est conservée au musée de la Cour d'Or, à Metz, en Moselle.